# Dorfkirche Langenrieth

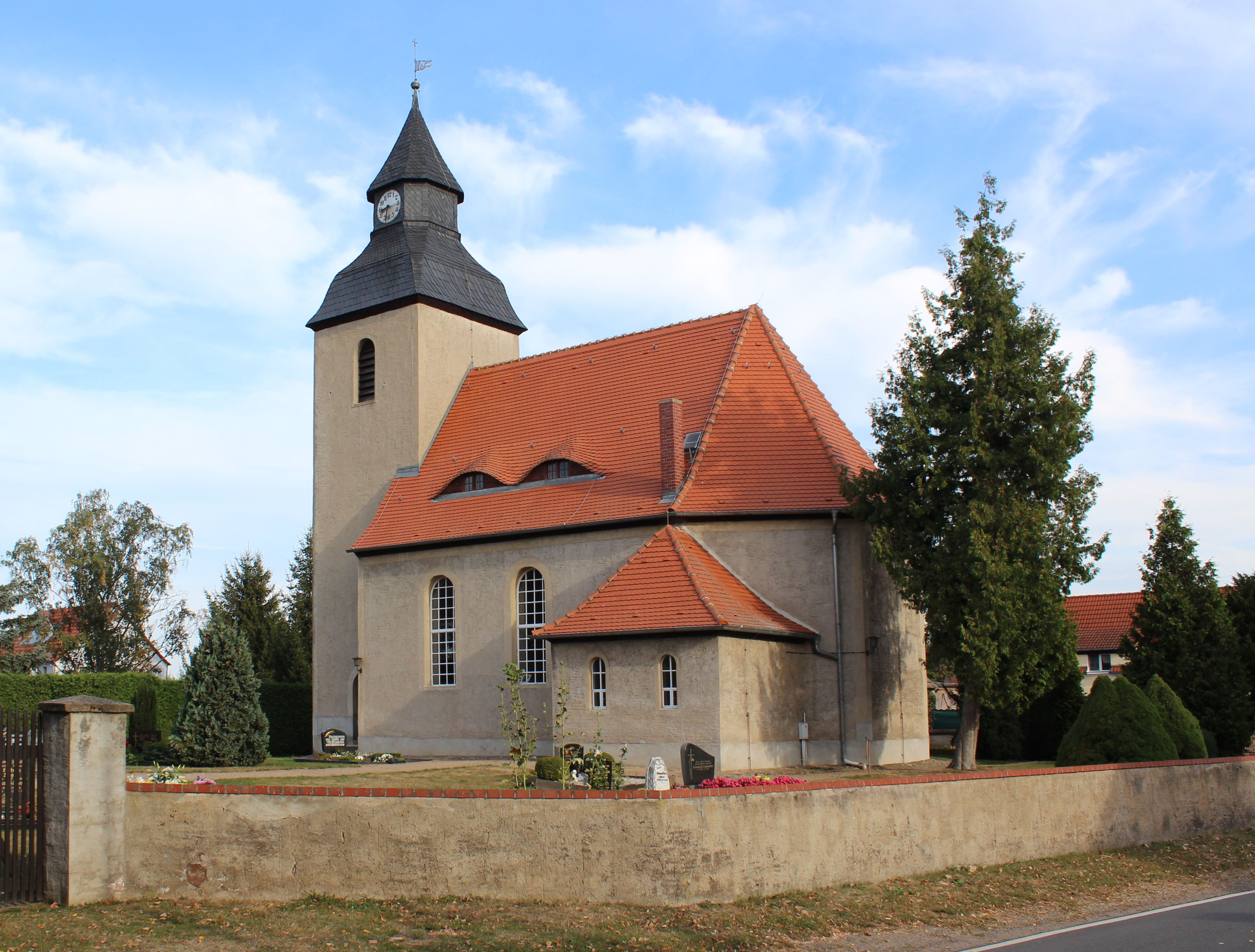
Dorfkirche Langenrieth

Die evangelische Dorfkirche Langenrieth ist ein Kirchengebäude im Ortsteil Langenrieth der Kurstadt Bad Liebenwerda im südbrandenburgischen Landkreis Elbe-Elster. Hier ist die Kirche im Ortszentrum mit einem sie umgebenen Friedhof zu finden. Ihre großteils aus dem Vorgängerbau stammende Ausstattung befindet sich heute unter Denkmalschutz. Sie gehört zur Kirchengemeinde Koßdorf im Kirchenkreis Bad Liebenwerda der Evangelischen Kirche in Mitteldeutschland.

## Baubeschreibung und -geschichte

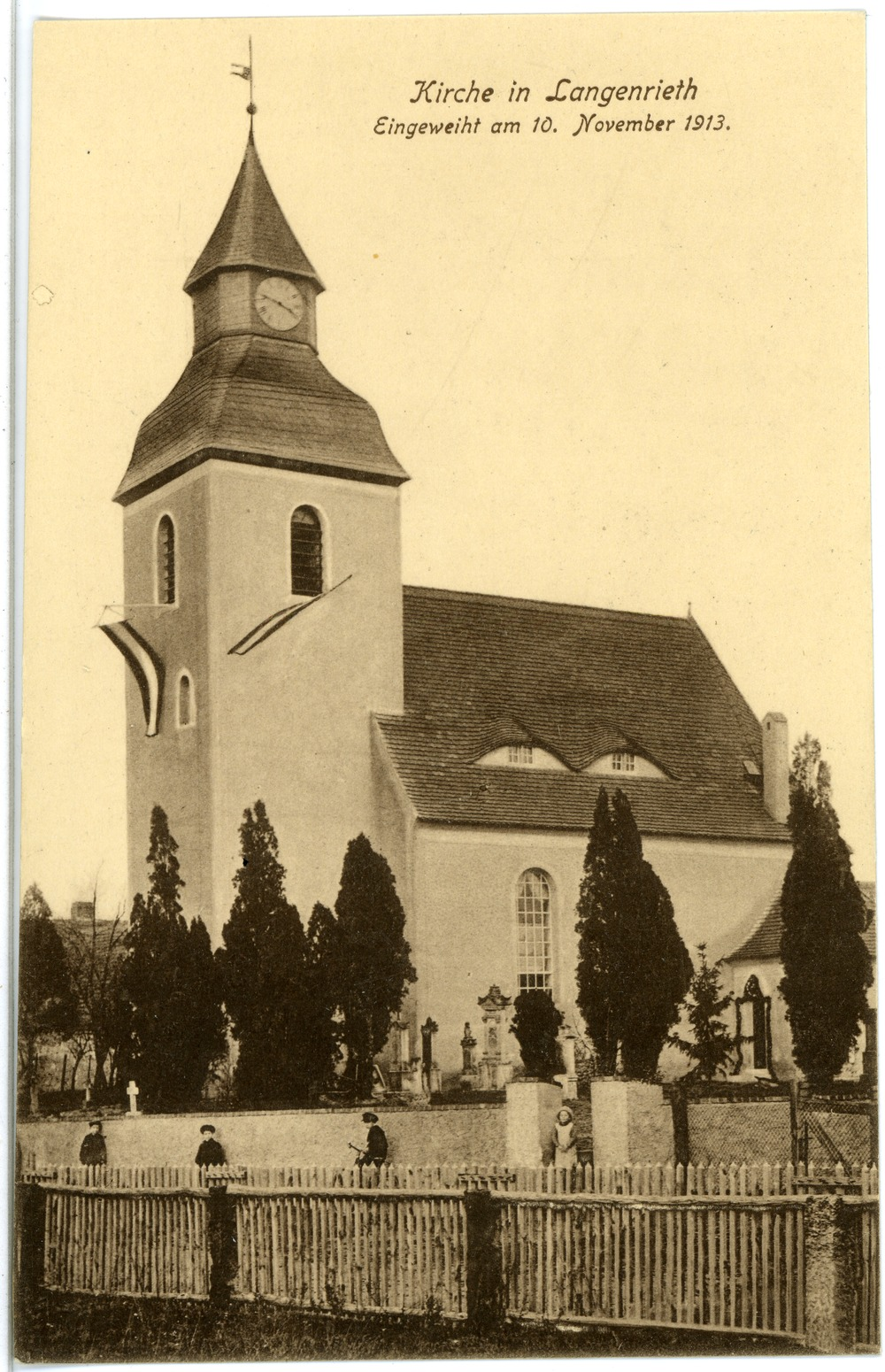
Einweihung 1913

Schon bei der Kirchenvisitation des Bistums Meißen im Jahre 1540 wurde der Ort als Filiale von Koßdorf genannt, nachdem er zuvor nach Boragk gehörte. Der Vorgängerbau der heutigen Kirche in Langenrieth entstand zu Beginn des Dreißigjährigen Krieges in der Zeit von 1619 bis 1621. Den Krieg selbst überlebte der Ort nicht. Er wurde, bis auf die Kirche, welche den Krieg überstand, wie viele Nachbardörfer in der Elbe-Elster-Niederung schließlich weitgehend dem Erdboden gleichgemacht.
Im Jahre 1912 beschloss man den Abriss der alten baufällig gewordenen Fachwerkkirche und 1913 den Neubau des verputzten Saalbaus mit dreiseitigem Ostschluss. Westlich des Kirchenschiffs schließt sich ein quadratischer Turm mit Schweifhaube und Uhr an. Im Süden wurde eine Sakristei angefügt.

Die Dorfkirche Langenrieth vor ihrem Abriss.

## Ausstattung (Auswahl)

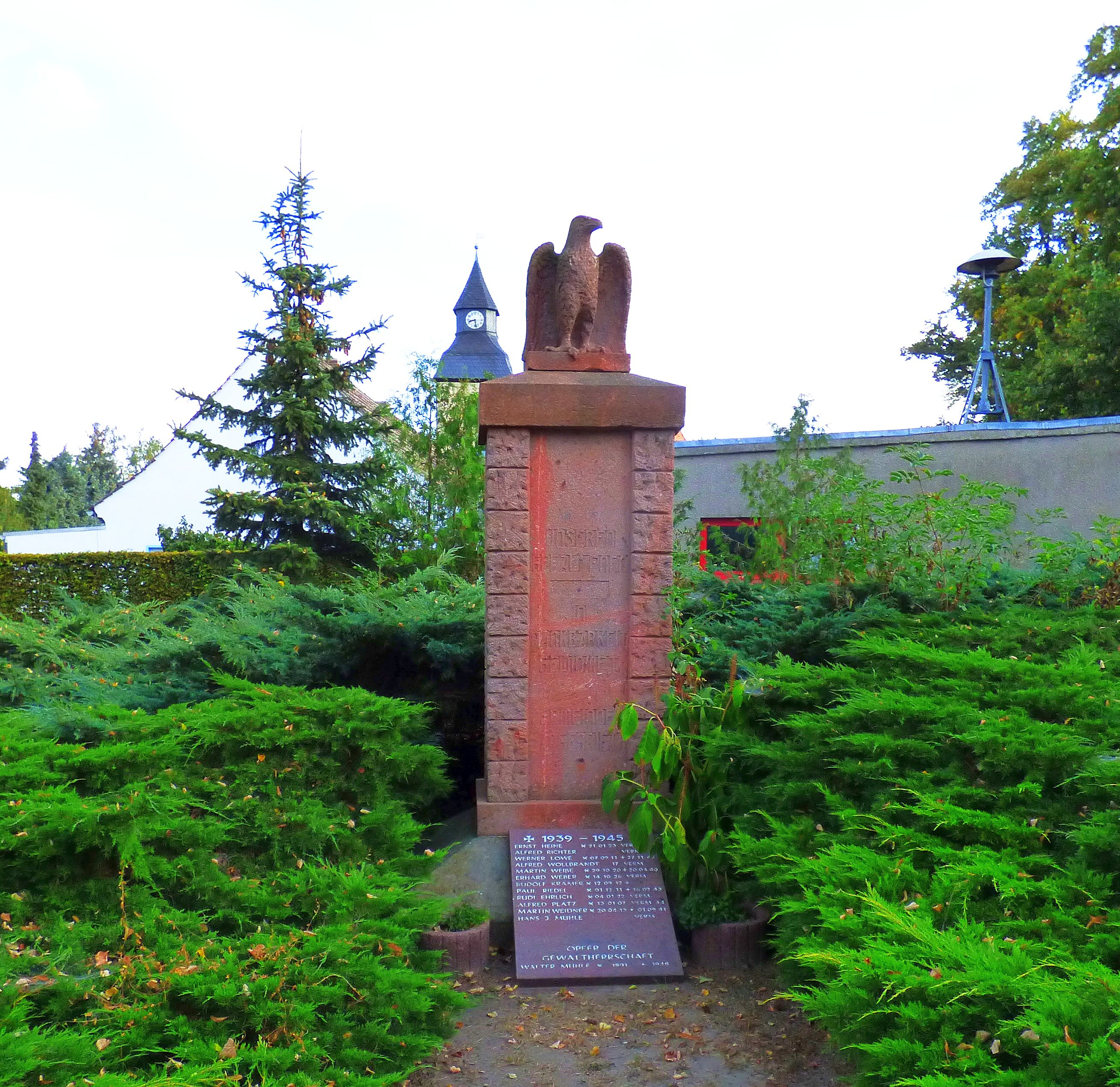
Gefallenendenkmal

Das Innere der Kirche ist von einer flachbogigen Bretterdecke und einer Westempore geprägt. Die Ausstattung stammt teilweise vom 1912 abgebrochenen Vorgängerbau. Das hier vorhandene Sandstein-Taufbecken stammt aus dem ersten Viertel des 17. Jahrhunderts. An der Chorwand befinden sich drei Schnitzfiguren der Maria mit Kind, Anna selbdritt und des Erzengels Michael. Des Weiteren befindet sich hier ein Brett mit einem das Schweißtuch der Veronika darstellenden Gemälde aus dem 15. Jahrhundert.
Die Langenriether Orgel verfügt über eine pneumatische Kegellade, zwei Manuale und 7 Register. Diese wurde im Jahre 1913 von der Liebenwerdaer Orgelbauer Arno Voigt geschaffen (op. 29).
Eine der beiden Glocken der Kirche von Langenrieth wurde im Zweiten Weltkrieg eingeschmolzen. Eine Ersatzglocke aus Koßdorf erwies sich letztlich als Anschlagglocke und konnte daher nicht zum Geläut verwendet werden. Im März 2009 erhielt die Kirchgemeinde mit Hilfe von Spenden eine neue Glocke. Die neue Glocke entstand in der Kunst- und Glockengießerei Lauchhammer und wurde im Oktober 2009 installiert.
In unmittelbarer Nachbarschaft der Kirche erinnert auf dem Dorfanger ein Kriegerdenkmal in Form einer gemauerten Stele an die im Ersten Weltkrieg gefallenen Dorfbewohner. Am Sockel des Denkmals wurde eine Gedenktafel mit den Namen der Gefallenen und Vermissten des Zweiten Weltkriegs angebracht.